# Ys I: Ancient Ys Vanished
Ys I: Ancient Ys Vanished (яп. イース ису) (также Ys: The Vanished Omens и The Ancient Land of Ys) — видеоигра в жанре Action/RPG, разработанная компанией Falcom в 1987 году, первая игра в серии Ys. В английской версии игра ошибочно называется Y’s.
Первоначально игра разрабатывалась для компьютера PC-8801 под руководством Масаи Хасимото (руководитель, программист, дизайнер) и Томоёси Миядзаки (автор сценария). Вскоре игра была портирована на компьютерные системы Sharp X1, PC-9801, FM-7/FM-77, FM-77AV и MSX2. Для игры Ancient Ys Vanished были и последующие релизы, как например выпуски англоязычной версии для Sega Master System, MS-DOS, Apple IIGS и TurboGrafx-16, а также ремейки для платформ Sega Saturn и Microsoft Windows. Игра также была выпущена в 1989 году как часть сборника Ys I & II для TurboGrafx-CD, а позднее — на Nintendo DS.

## Сюжет
Игра Ys была предшественницей ролевых игр, в которых ведётся повествование. Главным героем игры является молодой путешествующий воин по имени Адол Кристин. В начале истории он только что прибыл в город Минеа («Minea») земли Эстерия («Esteria») по просьбе предсказательницы Сары, которая рассказывает ему о великом зле, распространяющемся по земле.
Адол узнаёт, что должен найти шесть книг, в которых написана история древней земли Ис. Таким образом он сможет узнать, каким способом можно расправиться со злыми силами. Сара вручает Адолу кристалл для опознания и поручает найти её тётю в деревне Зепик («Zepik Village»), у которой есть ключ к одной из книг. С этого момента путешествие начинается.

## Геймплей
Игрок управляет Адолом с видом сверху. Во время путешествия по карте и исследования подземелий герою предстоит сражаться с врагами.
Бой в Ys имеет существенные отличия от других ролевых игр того времени, где обычно использовалась система пошаговых боёв или вручную доставаемого меча. В Ys Адол автоматически атакует врагов при столкновении. Когда главный герой движется в сторону противника, то повреждения поочерёдно получают обе стороны. Прямая атака наносит наибольший ущерб, но при этом снижает защиту. Такая боевая система была создана, чтобы быть предельно понятной для игроков, и стала одной из отличительных черт всей игровой серии. Сами разработчики сравнивали геймплей с надуванием мыльных пузырей в том смысле, что ими была проделана серьёзная работа по созданию аркадной игры. Согласно журналам GamesTM и The Escapist, а также мнению Джона Щепаняка из журнала Retro Gamer, «происходящее на экране доставляет удовольствие, и даже в случае отступления прогресс всегда остаётся динамичен, поэтому игрок не прекратит движение вперёд».
Ещё одним отличительным свойством, которое применялось почти в каждой игре серии Ys, является восстанавливающееся здоровье; подобная система ранее уже использовалась в серии Hydlide. На сегодняшний день механика восстанавливающегося здоровья присутствует во многих видеоиграх.

## Различия между версиями
Игра, портированная на различные платформы, от версии к версии остаётся практически одинаковой (исключая графическое оформление), однако отдельные игровые элементы в ней меняются. Например, в версии для Sega Master System некоторые игровые подземелья показаны с горизонтального ракурса, а также присутствуют некоторые мелкие отличия.
Наиболее отличительным из ранних портов было издание игры под Nintendo Entertainment System, выпущенное компанией Victor Musical Industries. Эта версия сильно отличалась от оригинала: новые прорисовки городов, полей, подземелий, перестановка музыки и новый порядок действий в финальном бою.
Версия игры для MSX содержала новый набор музыкальных треков, которые заняли место оригинального саундтрека. Некоторые мелодии, не попавшие в игру, были позднее включены в Ys Eternal и Ys Complete.
Версии игры для TurboGrafx-16 и Sega Saturn содержали дополнительные внутриигровые сцены, в частности открывающую заставку, где Адол прибывает в город Минею. В ремейках Ys Eternal и Ys Complete для Microsoft Windows помимо этого были дополнены многие сюжетные элементы, также они содержат улучшенный геймплей.
Ремейк игры для Sharp X68000, выпущенный в 1991 году, отличался использованием 3D-рендеринга для спрайтов боссов. При этом в самой игре по-прежнему преобладала 2D-графика.

## Музыка
Созданный Юдзо Косиро при содействии Миэко Исикавы, саундтрек игры отличается разнообразием мелодий, что характеризуется развитием игровой музыки того времени, ранее состоявшей из монотонных сигналов. Саундтрек Ys считался лучшей игровой музыкой и отличительной чертой игры.
Несколько альбомов с музыкой из Ys были выпущены компанией Falcom отдельно от игры. Сюда относятся:
- Music from Ys (1987) — содержит саундтрек из оригинального издания игры для PC-8801, а также неиспользованные и перемещённые треки, включённые в издание игры для MSX, многие из которых позднее вошли также и в саундтрек игры Ys Eternal. Сюда также включено пять аранжировок от Рё Ёнэмицу, который принимал участие и в создании музыки для игры Ys I & II[10].
- Perfect Collection Ys (1990) — издание из двух дисков. На первом диске содержатся новые аранжировки саундтрека от Рё Ёнэмицу. Второй диск содержит смешанные аранжировки из Ys и Ys II.
- Music from Ys Renewal (1995) — полный саундтрек Ys, куда включены дополнительные звуковые дорожки, воспроизведённые при помощи синтезатора.
- Ys & Ys II Eternal Original Sound Track (2001) — издание из двух дисков с музыкой из ремейков игр Ys и Ys II под Windows.

## Отзывы
| Иноязычные издания | Иноязычные издания       |
| Издание            | Оценка                   |
| ------------------ | ------------------------ |
| CVG                | 92 % (Master System)     |
| Dragon             | (TurboGrafx)             |
| Defunct Games      | A (Master System)        |
| Shin Force         | 8,9 / 10 (Master System) |
| The Games Machine  | 90 % (Master System)     |
| Tilt               | 16/20 (Master System)    |

В марте 1989 года на версию игры для Sega Master System в журнале Computer and Video Games был сделан обзор. Журнал оценил игру в 92 %, отметив прекрасную графику и то, что игра «настолько глубока и играбельна, что может увлечь игрока на несколько недель».
Журнал The Games Machine оценил Ys I в 90 % и сравнил её с игрой The Legend of Zelda, отметив, что «во многом именно детализованность персонажей и окружающей среды делают игру лучше для визуального восприятия», и заключив, что Ys — «одна из лучших ролевых игр». Позднее, в 1991 году игра появилась на страницах журнала Dragon в секции «Роль компьютеров». Обозреватели Патрисия Хартли и Кирк Лессер оценили игру пятью звёздами из пяти возможных.